# Benhamin Rohas
Benhamin Rohas (šp. Benjamín Rojas) je argentinski glumac i pevač. Njegova popularnost je dosegla svetske razmere ulogom Pabla Bustamantea u seriji „Buntovnici“ i u grupi Erreway. Poznat je i pod nadimcima Benha i Nano.

## Rana karijera
Njegovim roditeljima je četvrto dete. Benhamin ima dva starija brata i stariju sestru. Bio je član ragbi tima u „Gimnaziji La Plata“ i bio je vrlo dobar. Trenutno živi u Buenos Ajresu.
Još kao dete je pokazao sklonost prema glumi i muzici, pa je 1998. godine dobio ulogu Bautiste Arse u serijalu "Mali Anđeli", koja je postigla veliki uspeh u Južnoj i Srednjoj Americi, Izraelu, Španiji i mnogim drugim zemljama. Nakon dugog prikazivanja i nekoliko CD-ova, "Mali Anđeli" su dobili i svoj film Rincon de Luz.
Kako su "Chiquititas" postigli veliki uspeh, Benhamin je postao mlada i uspešna glumačka zvezda. Uspeh u seriji "Chiquititas" možda je bio presudan da njegova dalja karijera teče tako uspešno...

## Buntovnici
2002. je dobio ulogu Pabla Bustamantea u tinejdžerskoj seriji „Buntovnici“. Zahvaljujući Pablu, Benha je postao novi tinejdžerski idol. Kao član glavne glumačke četvorke u seriji, postao je član grupe Erreway. „Buntovnici“ i Erreway su ga proslavili širom sveta. Snimanje „Buntovnika“ se završilo u decembru 2003. Erreway je snimio tri albuma i film „4 Caminos“ (2004), imao tri svetske turneje, a onda se razišao.

## Šta dalje?
Igrao je Franka u seriji Floricienta (2004), modernu verziju Pepeljuge jednu od glavnih uloga u toj seriji. Franko potiče iz bogate porodice Fricenvalden i zaljubljen je u glavnu junakinju, Florenciu, ali ona u njega nije. Florencia je zaljubljena u njegovog brata Federika. Za potrebe ove serije, koju je snimao sve do 2005. godine, snimio je i nekoliko pesama, od kojih je najpoznatija Donde Estas Princesa. U ovoj seriji glumio je sa velikim brojem glumaca iz serije "Buntovnici", između ostalih i sa Kamilom Bordonabom i Felipeom Kolombom.
Zatim je 2006. godine igrao Kruza u seriji Alma Pirata, za koju je takođe snimio nekoliko pesama. U ovoj seriji glumio je sa starom kolegenicom Luisanom Lopilato i njenim tadašnjim verenikom, Marijanom Martinesom.
Išao je na nekoliko pozorišnih turneja sa ekipama serija Floricienta i Alma Pirata. Trenutno snima novi film, koji je njegov treći film u karijeri, a zove se "Kluge".
Zatim je 2008 dobio ponudu od Cris Morena Grup i Disney Chanela da snimi seriju Jake & Blake.

## Ponovo u grupi
Nakon turneje 2006. i kompilacije El Disco de Rebelde Way, Kamila Bordonaba, Felipe Kolombo i Benha su se sastali i snimili novi CD, Vuelvo (2007). Luisana Lopilato više nije član grupe. 
Grupa je u septembru 2007. krenula na novu turneju po Španiji. Imaju više koncerata u većim španskim gradovima, a svi koncerti su im rasprodati.

## Privatni život
U periodu snimanja „Malih Anđela“ i „Buntovnika“ je bio u vezi sa Kamilom Bordonaba. Raskinuli su sa raspadom grupe Erreway, 2004. godine. Danas nju opisuje kao velikog prijatelja i jednu od najboljih prijateljica. Kada je javno priznao da mu je Kamila devojka, dodao je i da je ona prva devojka koju je ikada poljubio i njegova prva ljubav.
Seriju Alma Pirata (Piratska duša) iz 2006. radio je sa kolegenicom Luisanom Lopilato i jedno vreme su kružile priče da su se posvađali za vreme projekcije serije u pozorištu. Oboje su porekli ove tračeve.
Manekenka Marija del Sijero trenutno je njegova verenica. Benhamin kaže da veruje da je pronašao svoju pravu ljubav, i da je to Marija. Ali, na njihovu nesreću, često kruže priče da su raskinuli.
Turneja grupe Erreway, koja je najavljena za septembar otkazana je, zbog kašnjenja izlaska albuma Vuelvo. "Želimo publici da damo vremena da se upozna sa novim albumom, pa tek onda da radimo turneju", izjavila su tri člana grupe Erreway, ali... Kruže glasine da su se članovi grupe te večeri - posvađali! Navodno, Felipe se posvađao sa Kamilom i Benhaminom, ali to je malo verovatno tačno, skoro nimalo.
Nedavno, jedan tabloid je napisao da se ljubav između Benhamina i Kamile Bordonabe ponovo rodila. "U poslednje vreme, često se viđaju, tako da ovo ne bi trebalo da nas čudi. A znate kako se kaže - prva ljubav zaborava nema", navodi se u članku. Dvoje mladih ovo nisu komentarisali, tako da su mnogi obožavaoci ostali u željnom iščekivanju.

## O Benhaminu...
- Za vreme snimanja filma „Erreway: 4 Puta“, on i Felipe Kolombo su imali da snime scenu tuče. Benha, koji važi za jednog od najsmirenijih članova grupe, nokautirao je Felipea. Felipe se šalio kako ga je Benha umalo ubio!
- Jednom je Kamila Bordonaba izjavila da je Luisana Lopilato za sobom ostavila prazninu koju niko neće moći da popuni. Benha joj je rekao: „Pa, što se žališ, kada će svi momci gledati samo tebe?“! Kami se nasmejala. Ova scena se može videti na njihovom najnovijem DVD-u sa turneje.
- Omiljena boja mu je azurno plava.
- Svira gitaru.

## Filmografija

### Filmovi
- (2007)
- (2004) ...
- (Mali Anđeli: Zraci Svetla) (2001) ...

### Televizija
- (2006) ...
- (2004 — 2005) ...
- (Buntovnici) (2002—2003) ...
- (Mali Anđeli) (1998—2001) ...

## Spoljašnje veze
- Benhamin Rohas на веб-сајту
- Benhamin Rohas на веб-сајту  (језик: енглески)